# Ициос, Димитриос
Димитриос Ициос (греч.  Δημήτριος Ίτσιος; 5 апреля 1906, Ано Поройя, Центральная Македония — 6 апреля 1941, Оморфоплайя, Беллес, Центральная Македония, Греция) — сержант греческой армии, один из самых известных героев обороны Линии Метаксаса во время Второй мировой войны. Его подвиг получил признание противника, но сразу после воинских почестей, отданных ему немецким командованием, Ициос был расстрелян. Убийство пленного сержанта Ициоса в первый день войны характеризуется первым (или одним из первых) военным преступлением Вермахта на территории Греции.

## Биография
Родился в семье Эфстафиоса Ициоса в 1906 году, в селе Ано Поройя Центральной Македонии, находившейся тогда ещё в пределах Османской империи. Село было освобождено греческой армией после побед над турками и болгарами в Балканские войны (1912—1913), когда Димитриосу было 6 лет. Граница с Болгарией была установлена в двух десятках километров севернее села, по хребту горы Беллес (греч.  Μπέλλες , болг.  Беласица ).
В Первую мировую войну село было вновь занято болгарами. После поражения Болгарии и в ходе греко-болгарского обмена населением болгароязычная часть населения покинула село.
Димитрис Ициос был женат на своей односельчанке Анне К. Нанопулу, с которой у него было двое детей — Мария и Анастасиос.

## Линия Метаксаса
Значение оборонительных позиций на греко-болгарской границе было отмечено в ходе Первой мировой войны. Если греко-сербские отношения были традиционно дружественными и греко-сербская граница оставалась неукреплённой, то греко-болгарские отношения были напряжёнными практически с момента создания болгарского государства в конце 19-го века.
Тот факт, что Болгария не присоединилась в период между двумя мировыми войнами к альянсу Сербия-Греция-Турция, усиливал подозрения в том, что Болгария может предпринять военные действия против Греции, с целью получения реванша за поражения во Второй Балканской и Первой мировой войнах и пересмотра их результатов. Было принято решение возвести укрепления на всём протяжении греко-болгарской границы.
Работы в регионе горы Керкини (Беллес) начались в 1936 году.
Линия представляла собой, в основном, сеть подземных туннелей, которые включали в себя наземные укреплённые комплексы, с наблюдательными постами, артиллерийскими и пулемётными дотами, а также сеть противотанковых рвов, зоны железобетонных противотанковых надолбов двойных и тройных линий сдерживания.
Целью строительства «Линии» была не пассивная оборона, а отражение внезапного нападения. Одновременно была поставлена цель предоставления укрытия для частей армии, которым с этой позиции предполагалось контратаковать и перейти в наступление.
Укрепления «Линии» состояли из 21 независимых комплексов (фортов), начиная с горы Беллес на западе и заканчивая фортом северо-восточнее города Ксанти.
Два форта были возведены на горе Беллес (Форт Попотливица и Форт Истибей в 16 километрах от городка Новый Петрич (греч.  Νέο Πετρίτσι).
Регион села Ано Порройя находился на крайнем западном участке «Линии» западнее этих двух фортов. В силу естественных горных и водных преград, включая и (искусственное, 1932) озеро Керкини, а также в силу необходимости экономии средств, на этом участке было сочтено достаточным расположить малочисленные посты прикрытия непосредственно на границе, в то время как в двух километрах от границы, в качестве второй линии обороны, были построены 9 бетонных дотов.

## Вступление Греции во Вторую мировую войну, мобилизация
28 октября 1940 года, Греция отклонила ультиматум Италии и подверглась нападению её армии из Албании.
Греческая армия отразила нападение и перенесла военные действия на территорию Албании.
Димитриос Ициос был мобилизован, но в силу того что вторжение из Болгарии постоянно оставалось на повестке дня, как и все его земляки, Ициос был отправлен не на фронт, а на Линию Метаксаса, всего в десятке километров от родного села.
Он принял командование одним из 9 дотов сектора Ано Порройя, дота П8.
Греческое командование ожидало вторжение немецкой и болгарской армий. Германский генштаб подготовил план операции «Марита» в декабре 1940 года, подписав также соглашение об участии болгарской армии в войне и предоставлении Болгарии греческих территорий в Македонии и Фракии:545.
Германия ввела свои части в союзную ей Болгарию в феврале 1941 года и развернула их на греко-болгарской границе. Одновременно Болгария мобилизовала 14 своих дивизий:542
Итальянское весеннее наступление 09.03-15.03.1941 года в Албании показало, что итальянская армия не могла изменить ход событий, что делало вмешательство Германии для спасения своего союзника неизбежным.
Германское вторжение в Грецию началось 6 апреля 1941 года. В тот же день немцы и их союзники вторглись в Югославию, поскольку мартовский переворот нарушил планы присоединения этой страны к «Оси». Против Греции германское командование выставило 7 пехотных и 3 танковых дивизии, 1 дивизию мотопехоты, 1400 самолётов:546.
Из 22 дивизий, которыми располагала греческая армия, 16 находились в Албании, вдали от нового фронта.

## Подвиг Ициоса
В подсекторе Родополис командиры 9 дотов имели приказ обороняться, пока посты прикрытия границы не отступят к речке Крусиа, после чего им также было приказано отступать в порядке.
Немецкое вторжение на Беллес началось на рассвете 6 апреля, в 05:15. После артиллерийского обстрела последовала атака немецкой пехоты.
Греческие посты прикрытия стойко обороняли границу, что вынудило немцев привлечь к участию в бою штурмовую авиацию.
Под ударами немецкой артиллерии, авиации и пехоты защитники первой линии обороны начали отступать в порядке.
Наступил черёд дотов. Огонь их пулемётов остановил продвижение немецкой пехоты. Немцы приступили к поочерёдному обстрелу дотов артиллерией и штурмовиками.
Один за другим доты Π3, Π4, Π5 и Π9 замолкли.
Дот Π6 был окружён немцами, продолжал упорно сопротивляться и был занят немцами в полдень.
Однако доты Π7 и Π8 продолжали бой. Дот Π8 располагал 38.000 патронов и его защитники были намерены использовать их до конца.
Через час, не сомневаясь в исходе боя и полагая, что не следует всем защитникам дота приносить себя в жертву, Ициос приказал своим солдатам покинуть дот, заявив что сам он продолжит бой, пока не иссякнут боеприпасы.
3 солдата покинули дот, однако 2 его односельчан остались. «Друзья в работе и пирушках, сейчас верные его соратники» приняли решение сражаться до конца.
Ициос продолжал бой, зная, что чем дольше он будет обороняться, тем с большей безопасностью солдаты прикрытия границы сумеют отступить к речке Крусиа.
Телефонная связь с командованием уже давно была прервана, разбросанные гильзы заполнили всю свободную площадь дота. Наступил момент, когда боеприпасы кончились.
Ициос со своими товарищами знал, что исполнил свой долг перед Отечеством и что скорее всего не увидит своих близких.
В наступившей тишине, к вечеру, они с трудом открыли тяжёлую дверь, которую заклинили пустые картриджи, и безоружными вышли из дота

## Немецкие почести и убийство пленного Ициоса

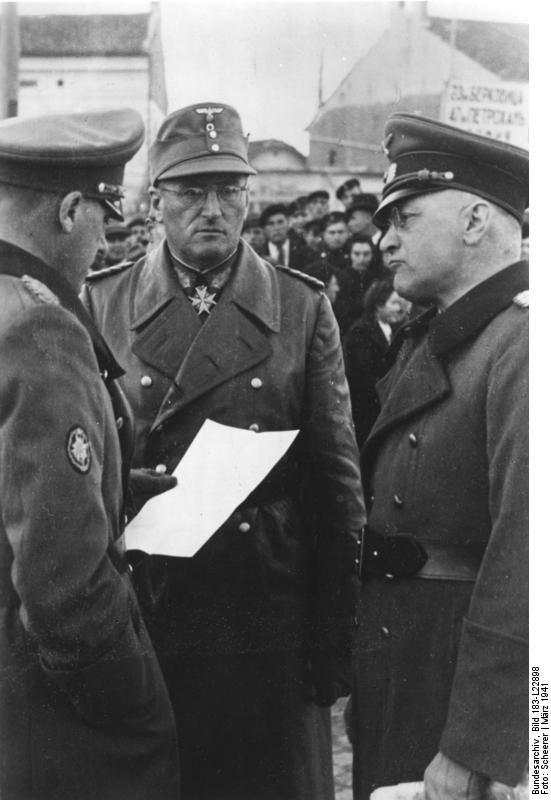
Генерал-майор Фердинанд Шёрнер в союзной немцам Болгарии, март 1941 года, за несколько недель до вторжения в Грецию.

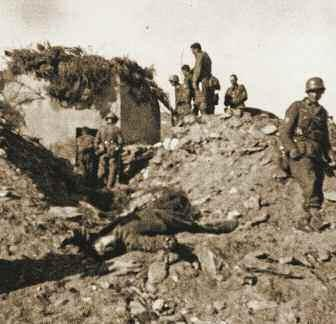
Тело сержанта Д. Ициоса, расстрелянного у дота П8, 6 апреля 1941.

Ициос и двое его солдат и земляков были окружены группой немцев.
Как затем выяснилось, немецкие потери превышали 200 человек убитыми, включая подполковника Ebeling, командира 138 -го горного полка, который стал немецким офицером самого высокого ранга потерявшим свою жизнь в ходе боёв за Линию Метаксаса.
В сегодняшних греческих медиа часто указывается, что потери немцев убитыми у дота П8 (232 человека) превышают официальные потери понесённые ими в ходе всей Югославской операции (151 убитыми, 14 пропавшими без вести, 392 ранеными).
С другой стороны, если принять действительными цифры потерь представленные немецким 18-м горным корпусом, в зоне которого и находились горы Беллес (555 убитых, 2,134 раненых, 170 пропавших без вести)), то тогда потери у дота П8 составили половину всех потерь этого корпуса на Линии Метаксаса.
Сопротивление дота Π.8 разъярило генерал-майора Шёрнера, чья 6-я горнострелковая дивизия непосредственно атаковала в этом секторе.
Сопротивление П8 стало причиной не только высоких потерь, но и причиной того что был сорван план операций первого дня.
Когда Шёрнер был проинформирован, что командиром дота был простой сержант запаса, это затронуло его самолюбие. Встретившись с пленным Ициосом он обратился к нему со словами «Ты знаешь, что из-за тебя я потерял одного подполковника и 232 солдат?».
На что Ициос ответил « Я сожалею, генерал, но я защищал своё Отечество.».
Следует отметить, что хотя при этой сцене присутствовали двое оставшихся в живых соратников Ициоса, сцена приводится в двух вариантах. Во многих послевоенных свидетельствах идёт речь о безупречно говорящем на греческом немецком офицере.
Поскольку сам Шёрнер до Первой мировой войны учился в Мюнхене, Лозанне и Гренобле философии и романским языкам, вероятность того что он говорил на греческом, да ещё безупречно, мала. Скорее всего в сцене и последующих событиях принимал участие ещё один (неизвестный) офицер.
Этому же греко-говорящему офицеру приписываются слова « поздравляю сержант, своим мужеством ты воскресил в этих горах древнюю историю своих предков».
Когда же Ициос заявил что он исполнил свой долг, этому же немецкому офицеру приписываются слова «ты исполнил свой долг, теперь мой черёд исполнить свой долг, ты нам стоил более 200 человек».
После этого Шёрнер дал приказ взводу своих солдат выстроиться перед Ициосом для оказания ритуальных почестей (представление оружия), и сразу затем дал приказ расстрелять Ициоса, нарушая тем самым Женевскую конвенцию в отношении военнопленных.
Он же приказал доставить двух солдат Ициоса в Ано Порройю и освободить.
Ициос был расстрелян выстрелом в голову, по свидетельствам, тем же греко-говорящим немецким офицером.
В сегодняшних комментариях отмечается, что это было первое военное преступление Вермахта на территории Греции.
Немецкие фотографии подтверждают свидетельства солдат Ициоса, что он был убит выстрелом из револьвера в голову, будучи пленным, рядом с дотом П8. По фотографии легко найти скалу у которой пал убитый Ициос.
Тела убитого Ициоса и других греческих солдат были захоронены на склоне Оморфи Плайя, который они и защищали.
В военном рапорте 111/70 пехотного батальона в котором состоял Ициос, среди прочего говорится:
«….мужественный Ициос Димитриос своей жестокой смертью войдёт в Пантеон героев и история напишет его имя как пример для последующих поколений….».

## В Последующие дни
Сержант Ициос был одним из первых, но не единственным героем обороны Линии Метксаса.
Немецкие 18-й и 30-й армейские корпуса атаковали «Линию» с 6-го апреля, но после трёх дней сражений имели ограниченный успех. Несмотря на массированный артобстрел и использование авиации и рукопашных боёв в туннелях некоторых фортов, немцы не могли занять господствующие позиции греческой линии обороны.
После чего 2-я танковая дивизия 18-го корпуса, совершив обходной манёвр, пересекла болгаро-югославскую границу 8 апреля и, почти не встретив здесь сопротивления, через практически не прикрытую греко-югославскую границу и долину реки Аксиос вышла к Фессалоники 9-го апреля, отсекая таким образом группу дивизий Восточной Македонии (4 дивизии) от греческой армии в Албании, продолжавшей сражаться против итальянцев.
В тот же день греческий генштаб, считая, что оборона в Восточной Македонии не имела более смысла, приказом № 1381 предоставила возможность командующему группы дивизий Восточной Македонии генералу К.Бакопулосу, на его усмотрение, продолжать сражаться или сдаться:546. Бакопулос, известный германофил, не преминул воспользоваться этим и дал приказ о сдаче фортов. Однако командиры большинства фортов не подчинились и продолжали сражение:547.
После получения приказа о сдаче, сражение приняло характер боёв за «честь оружия» и, получив от германского командования почётные условия сдачи, форты прекратили один за другим сражение, начиная с 10 апреля.
Генерал-фельдмаршал В. Лист, возглавлявший атаку против «Линии», выразил восхищение храбростью и мужеством этих солдат. Лист не стал брать пленных, заявляя, что греческая армия может покинуть форты, оставляя при себе свои военные флаги, но при условии сдачи оружия. Он также дал приказ своим солдатам и офицерам отдать честь греческим солдатам.
20 апреля генерал-майор Шёрнер был награждён Рыцарским крестом «за прорыв греческой обороны на Линии Метаксаса».

## Речь Гитлера в Рейхстаге 4 мая 1941 года
Гитлер начал свою речь следующим вступлением: «Мне искренне жаль, как немцу, который всегда с глубоким почитанием относился к культуре этой страны, из которой пришёл первый свет красоты и достоинства, и мне было особенно больно наблюдать за развитием событий, не имея возможности повлиять на них». Далее Гитлер продолжает: «В этой кампании немецкие вооружённые силы превзошли самих себя. Атака на сильно укреплённые позиции, особенно на фронте Фракии, была одной из самых тяжёлых задач, поставленных когда-либо перед любой армией».
Продолжая свою речь, Гитлер сделал следующее заявление:

Историческая справедливость обязывает меня заявить, что из всех противников, которые нам противостояли, греческий солдат сражался с наибольшим мужеством. Он сдался только тогда, когда дальнейшее сопротивление стало невозможным и бесполезным

## После войны
В 1946 году жена Ициоса, Анна, вместе с односельчанами, выкопала останки погибших на склоне Оморфи Плайя и перезахоронила их у памятника павшим в селе Ано Поройя.
В том же году сержант Ициос посмертно получил звание старшины и был награждён серебряным Крестом за отвагу.
Значительно позже на склоне Оморфи Плайя, рядом с дотом П8, была установлена памятная стелла, а близлежащий армейский лагерь получил имя «Лагерь Ициоса».
10 августа 1980, на официальной церемонии, состоялось открытие скульптурного памятника сержанту Ициосу на площади села Ано Поройя.